# Michael Silveira
Michael Silveira, vollständiger Name Michael Gary Silveira Urguiola, (* 22. März 1992 in Montevideo) ist ein uruguayischer Fußballspieler.

## Karriere
Mittelfeldakteur Silveira absolvierte in der Spielzeit 2012/13 für den Club Atlético Cerro eine Ligaspiel in der Primera División. Auch in der Saison 2013/14 gehörte er dort dem erweiterten Kader an. In der Spielzeit 2014/15 und darüber hinaus ist keine Kaderzugehörigkeit für ihn verzeichnet.